# 天羽町
天羽町（あまはまち）とは、千葉県君津郡にかつて存在した町である。現在の富津市の中部に位置している。
旧郡名（天羽郡）に由来する広域地名だが、面積は旧郡域の7割近くを占めており、現在も地域名として使用されている。

## 沿革
- 1955年（昭和30年）3月31日 - 湊町、金谷村、竹岡村、天神山村が合併して天羽町（初代）を新設。
- 1963年（昭和38年）10月1日 - 峰上村と合併し、改めて天羽町（2代目）となる[1]。
- 1971年（昭和46年）
  - 4月25日 - 富津町、大佐和町と合併し、改めて富津町を新設。同日天羽町廃止。旧天羽町役場に市役所が置かれる。
  - 9月1日 - 富津町が市制施行し、富津市となる。
- 1992年（平成4年）11月 - 富津市役所が現在地に移転。旧庁舎は富津市天羽行政センターとなる。

## 交通

### 鉄道
- 国鉄（現JR東日本）
  - 房総西線：上総湊駅 - 竹岡駅 - 浜金谷駅

### 道路
- 国道127号
- 長狭街道

### 航路
- 東京湾フェリー